# Mohammad Ali Amir-Moezzi
Mohammad Ali Amir-Moezzi (en persan : محمّد علی امیر معزّی), né le 26 janvier 1956 à Téhéran (État impérial d'Iran), est un universitaire, historien et islamologue français, spécialiste du chiisme.

## Biographie
Diplômé de l’Institut national des langues et civilisations orientales (INALCO) et docteur d'État en islamologie de l'École pratique des hautes études (EPHE) et de l'université Sorbonne-Nouvelle (USN), il occupe, à l'École pratique des hautes études, le poste de directeur d'études (DE) en islamologie classique, jadis détenu par Louis Massignon, Henry Corbin et Daniel Gimaret. Sa direction d'études intitulée « Exégèse et théologie de l’islam shi’ite » est la seule consacrée au chiisme dans le monde académique occidental.
Président du conseil scientifique de l'Institut français d'islamologie, il est membre de l’académie Ambrosienne, de l'Associazione Internazionale di Studi sul Mediterraneo e l’Oriente et du bureau scientifique de l’Institut d’étude des religions et de la laïcité (IREL). Professeur invité dans plusieurs universités d'Amérique du Nord, d'Europe et du Proche-Orient, il est également conseiller scientifique à l'Institute of Ismaili Studies (en) (IIS) et membre du comité éditorial de plusieurs revues académiques.

## Publications principales

### Ouvrages
- Le Guide divin dans le shi’isme originel. Aux sources de l’ésotérisme en Islam, Paris, Éditions Verdier, coll. « Islam Spirituel », 1992[3],[4].
- Qu’est-ce que le shî’isme ? (avec Christian Jambet), Paris, éd. Fayard, coll. « Histoire de la pensée », 2004[5].
- La Religion discrète : croyances et pratiques spirituelles dans l'islam shi’ite, Paris, éd. Vrin, coll. « Textes et Traditions », 2006[6].
- Petite histoire de l’Islam (avec  Pierre Lory) Paris, Éditions J'ai lu, coll. « Librio », 2007.
- (en) Revelation and Falsification: The Kitâb al-Qirâ’ât of Ahmad ibn Muhammad al-Sayyârî (avec Etan Kohlberg ; texte établi, traduit et commenté), Leyde, Éditions Brill, série « Texts and Studies on the Quran », 2009[7].
- Le Coran silencieux et le Coran parlant. Sources scripturaires de l'islam entre histoire et ferveur, Paris, CNRS Éditions, 2011[8], (trad. italienne de C. Baffioni, Il Corano silente, il Corano parlante : Le fonti scritturali dell'Islam fra storia e fervore, Rome, Istituto per l'Oriente Carlo Alfonso Nallino (it), 2018).
- La Preuve de Dieu. La mystique shi’ite à travers l’œuvre de Kulayni, IXe – Xe siècle, Paris, Éditions du Cerf, coll. « Islam, nouvelle approche », 2018[9].
- Ali, le secret bien gardé. Figures du premier Maître en spiritualité shi’ite, Paris, CNRS Éditions, 2020[10],[11].

### Ouvrages collectifs
- Le Voyage initiatique en terre d’Islam. Ascensions célestes et itinéraires spirituels [sous la dir. de], Louvain-Paris, Peeters Publishers, 1996[12].
- Lieux d’islam. Cultes et cultures de l’Afrique à Java [sous la dir. de], Paris, éd. Autrement, coll. « Monde » n° 91, 1998 et 2005.
- L’Orient dans l’histoire religieuse de l’Europe. L’invention des origines (co-éditeur avec John Scheid), Turnhout, éd. Brepols, 2000.
- Autour du regard. Mélanges Daniel Gimaret (co-éditeur avec Denise Aigle, Éric Chaumont et Pierre Lory), Louvain-Paris, éd. Peeters, 2003.
- Henry Corbin. Philosophies et sagesses des religions du Livre (co-éditeur avec Christian Jambet et Pierre Lory), Turnhout, éd. Brepols, 2005.
- Dictionnaire du Coran [sous la dir. de], Paris, éd. Robert Laffont, coll. « Bouquins », 2007[13].
- Le Shi’isme imamite : 40 ans après. Hommage à Etan Kohlberg (co-éditeur avec Meir Bar-Asher et Simon Hopkins), Turnhout, éd. Brepols, 2008.
- Pensée grecque et sagesse orientales. Mélanges offerts à Michel Tardieu (co-éditeur avec Jean-Daniel Dubois, Christelle Jullien et Florence Jullien), Turnhout, éd. Brepols, 2009.
- Controverses sur les écritures canoniques de l'islam (co-éditeur avec Daniel De Smet), Paris, Éditions du Cerf, 2014.
- La Solidarité. Enquête sur un principe juridique (ouvrage collectif), Paris, éd. Odile Jacob, coll. Travaux du Collège de France, 2015.
- L’Ésotérisme shi’ite, ses racines et ses prolongements [sous la dir. de], Turnhout, éd. Brepols, 2016[14].
- Le Coran des historiens (co-éditeur avec Guillaume Dye), Paris, Éditions du Cerf, 2019, 3 408 p.  (ISBN 9782204135511)
- Raison et quête de la sagesse. Hommage à Christian Jambet [sous la dir. de], Turnhout, éd. Brepols, 2021.
- Histoire du Coran. Contexte, origine, rédaction (co-éditeur avec Guillaume Dye), Paris, Éditions du Cerf, 2022[15].
- L’Islam et l’examen scientifique. Une quête renouvelée [sous la dir. de], Paris, Éditions du Cerf, 2024[16],[17].

## Distinctions

### Décorations
- Chevalier de la Légion d'honneur (2022)[18],[19] ;
- Officier de l'ordre des Palmes académiques (2015 ; chevalier en 2002)[2].

### Récompenses
- Grand prix du meilleur livre des Rendez-vous de l'Histoire de l'Institut du monde arabe (2020 pour Le Coran des historiens)[20].
- Prix Pierre-Antoine Bernheim d'histoire des religions de l'Académie des inscriptions et belles-lettres (2019 pour La Preuve de Dieu)[21].
- Prix de la Fondazione Carical (Italie, 2016)[2],[22].
- Prix d'Islamologie (New York, 2011)[2].
- Prix Lequeux de l'Institut de France sur proposition de l’Académie des inscriptions et belles-lettres (2008 pour Dictionnaire du Coran)[2],[23].
- Premier prix de la Fondation Mahvi (Genève, 1992)[2].